# The Octoroon
The Octoroon è un cortometraggio muto del 1913 diretto da Sidney Olcott. Tratto dal lavoro teatrale (1859) di Dion Boucicault, un dramma in cinque atti ambientato nelle piantagioni della Louisiana, il film venne sceneggiato da Gene Gauntier.

## Trama
Prima della guerra di secessione, un giovane torna dopo un'assenza di molti anni a casa, a New Orleans. Conosce e si innamora di una ragazza che ha qualche ascendenza nera. Per la legge, la giovane è considerata una negra e, di conseguenza, venduta come schiava.

## Produzione
Il film venne prodotto dalla Kalem Company e girato negli studi Kalem di Jacksonville, in Florida.

## Distribuzione
Distribuito dalla General Film Company, il film - un cortometraggio in tre rulli - uscì nelle sale statunitensi il 1º dicembre 1913.